# Marian Kiniorski
Marian Kiniorski, ps. Rusticus (ur. 1 grudnia 1868 w Pokrzywnicy, w pow. Radom, zm. 23 maja 1943 w Warszawie) – polski polityk, senator I kadencji z listy Chrześcijańskiego Związku Jedności Narodowej, wiceprezes klubu Związku Ludowo-Narodowego.

## Życiorys
Ukończył gimnazjum w Radomiu (zdał maturę jako ekstern we Wiaźmie w 1888), Wyższą Szkołę Rolniczą w Dublanach oraz z wyróżnieniem i nagrodą Szkołę Nauk Politycznych w Paryżu.
Od 1910 działał w Lidze Narodowej i Towarzystwie Oświaty Narodowej. W latach 1900–1903 był wydawcą i redaktorem naczelnym „Ekonomisty”. Od 1904 radca Dyrekcji Głównej Towarzystwa Kredytowego Ziemskiego w Warszawie. Poseł do I Dumy Państwowej w 1906 i IV Dumy Państwowej w latach 1912–1914. W czasie I wojny światowej sekretarz Międzypartyjnego Koła Politycznego. Prezes Centralnego Towarzystwa Rolniczego w latach 1918–1923. W 1918 członek Rady Stanu z ramienia Rady Regencyjnej. W 1923 delegat rządu na międzynarodowym kongresie rolniczym w Paryżu. Członek władz Centralnego Towarzystwa Organizacji i Kółek Rolniczych. W latach 1922–1927 senator RP; należał w tym okresie do tajnego sprzysiężenia faszystowskiego Zakon Rycerzy Prawa, założonej po zabójstwie prezydenta Gabriela Narutowicza, której celem było przeprowadzenie przewrotu na wzór włoski. W 1930 wycofał się z życia publicznego. Był ziemianinem, posiadał majątek Suchodębie niedaleko Kutna.
Spoczywa na cmentarzu Powązkowskim w Warszawie (kwatera 188-1-8).

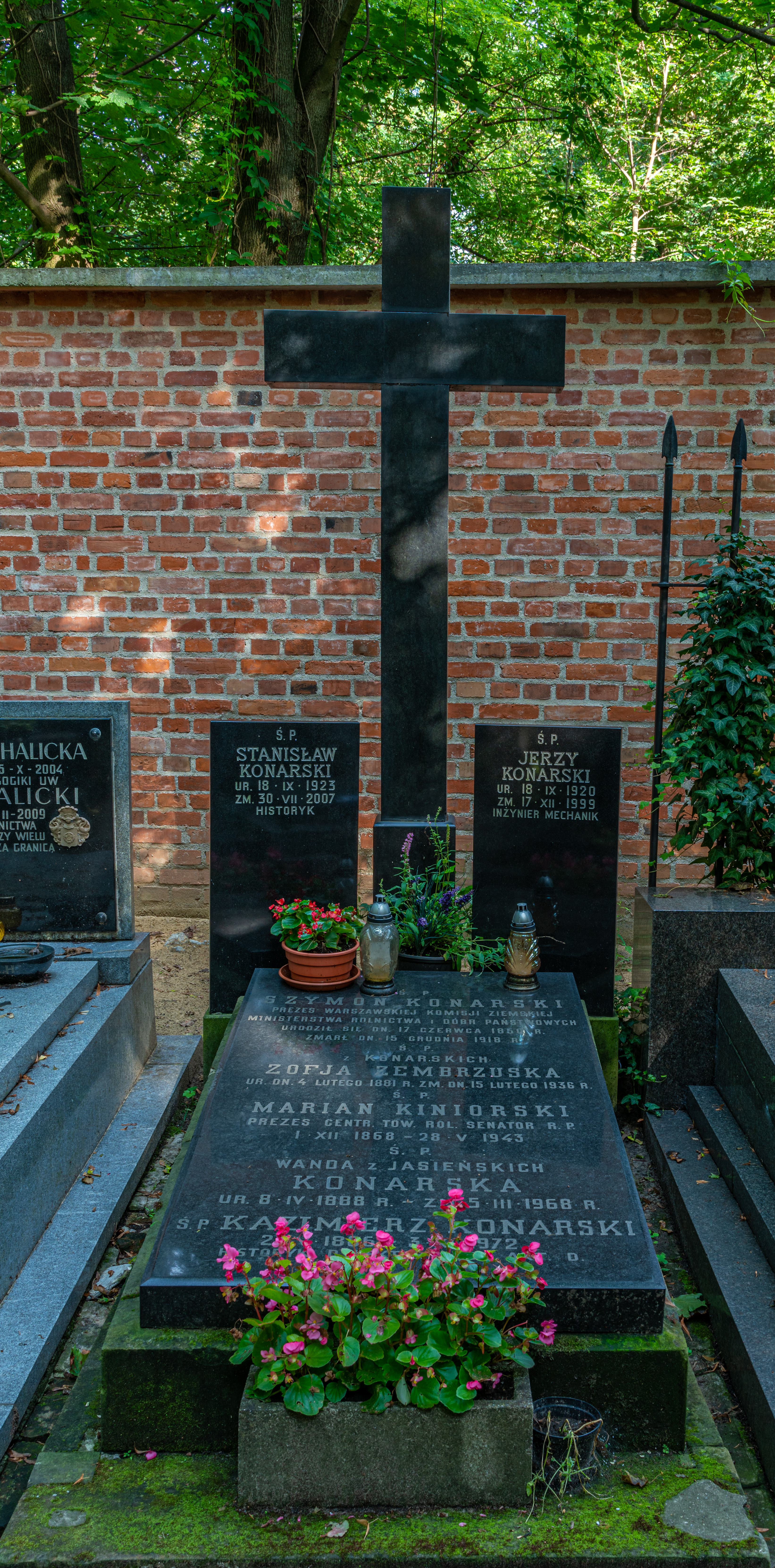
Grób Mariana Kiniorskiego na cmentarzu Powązkowskim

## Ordery i odznaczenia
- Krzyż Komandorski Orderu Legii Honorowej (Francja)
- Komandor Orderu Zasługi Rolniczej (Francja, 26 grudnia 1923)[5]

## Życie prywatne
Syn Kazimierza (1839-1876, właściciela Pokrzywnicy) i Joanny z Kosseckich (1850-1896). Jego siostrą była Władysława (1874-1956), żona Józefa Świeżyńskiego. Żonaty od 1900 z Zofią z Sosnowskich Rączkowską (1873-1921) i od 1923 z Heleną Stanisławą z Jasieńskich Felicjanową Niegolewską (1879–1954). Z pierwszego małżeństwa miał syna Kazimierza (ur. 1903).